# Mura di Cittadella
Le mura di Cittadella sono un museo a cielo aperto corrispondente al sito storico-archeologico di fondazione bassomedievale delle mura di Cittadella. La cinta muraria è stata coinvolta negli ultimi anni in un progetto di restauro, conservazione, valorizzazione e ri-animazione assieme ad alcuni edifici storici e aree urbane del centro storico di Cittadella. Il progetto di restauro si è svolto concretamente dalla fine del 1994 al 2013 su progetto dell'architetto Patrizia Valle dello studio Valle Urbanistica e Architettura di Venezia, su commissione del Comune di Cittadella e realizzato dalla ditta Lares Restauri di Venezia. Il progetto ha permesso, soprattutto, il ripristino con messa in sicurezza e la riattivazione del Camminamento di Ronda delle mura. Oggi, la cinta muraria di Cittadella è l'unica in Europa di forma ellittica con l'intero Camminamento di Ronda medievale totalmente percorribile.

## Premesse

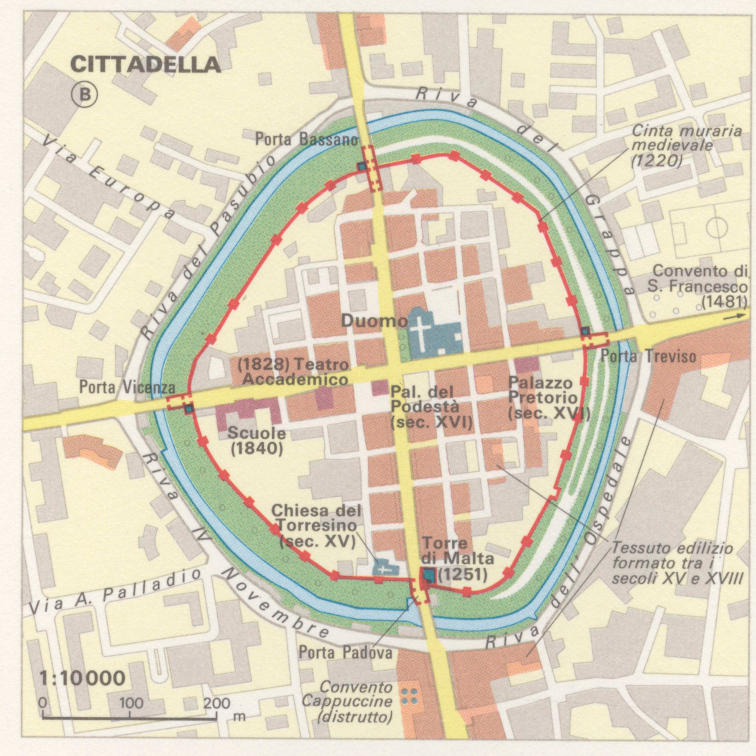
Mappa di Cittadella

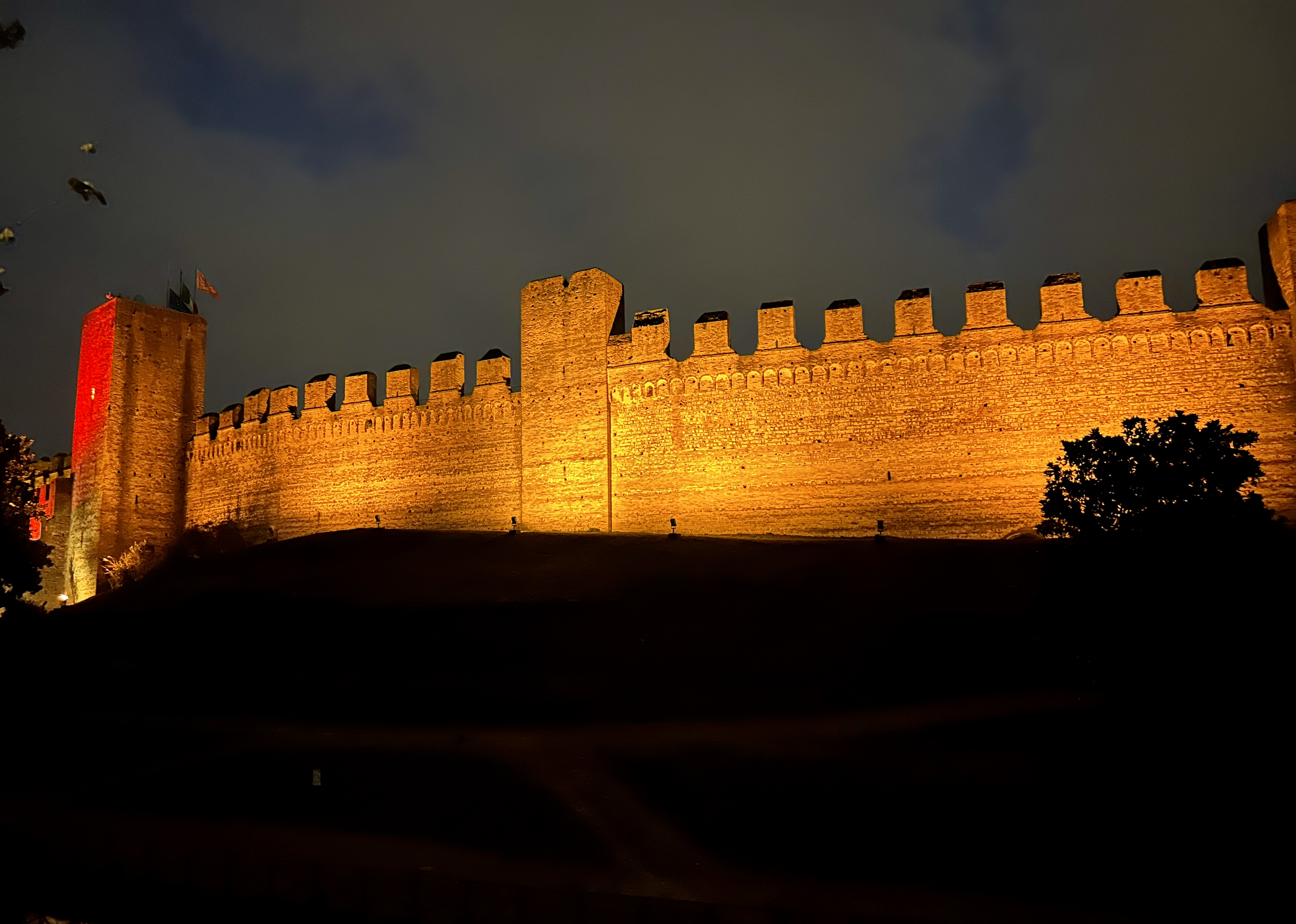
Vista di sera delle mura di Cittadella

Dal momento in cui, in età moderna, la cinta muraria iniziò progressivamente a perdere la sua originaria funzione difensiva e militare, essa andò in corso ad un lento ma continuo processo di deterioramento strutturale. Nel corso del primo Ottocento fu avvalorata addirittura l'idea di demolire le mura, tuttavia dalla seconda metà dell'Ottocento esse tornarono ad essere un punto di riferimento per la comunità cittadellese e parte integrante del paesaggio urbano. Soprattutto a partire dal Novecento le mura acquisirono un notevole interesse turistico grazie al ritrovato valore storico-culturale e per questo già dai primi decenni vennero avviati una serie di progetti e interventi atti alla conservazione, al restauro, alla promozione e alla valorizzazione di questo monumento e di alcuni edifici storici.
Negli anni Trenta del secolo scorso la cinta muraria fu inserita all'interno del programma di rilancio del turismo nella provincia di Padova da parte del Comitato Turistico Provinciale. Nel Piano Regolatore Generale comunale del 1957, che non fu mai applicato, oltre alla necessità di conservare e valorizzare la cinta muraria si propose di istituire una passeggiata turistica all'interno delle mura attraverso gli orti e i giardini. In seguito a numerosi interventi volti a rallentare il degrado della cinta, ma rivelatisi insufficienti, il 1986 fu un anno importante per la pianificazione del restauro delle mura. Alcune vedute aeree pubblicate nel 1988 mostrano che il Camminamento era completamente crollato pertanto necessitava di essere nuovamente reso fruibile. Il 29 luglio 1986 il consiglio comunale approvò un primo progetto di restauro presentato dall'architetto Ballardini. Il 12 maggio 1988, il CIPE con una delibera approvò un finanziamento di circa quindici miliardi di lire per il restauro, consolidamento, recupero, valorizzazione della cerchia muraria di Cittadella e delle aree adiacenti. Questo primo progetto fu poi accolto dalla Regione Veneto e dalle istituzioni italiane ed europee. In questi anni i lavori proseguirono a rilento e solo in parte: fu avviato il restauro della chiesa del Torresino, della Torre di Malta, di alcune porte, e l'avvio della riqualificazione di Campo della Marta e dell'attuale Palazzo Mantegna, edificio polifunzionale. Alcuni scavi in Campo della Marta, oggi Campo dei Giganti, riportarono alla luce l'esistenza di un villaggio arginato risalente all'Età del bronzo. Il finanziamento fu poi revocato dalla Commissione Europea a causa di alcuni ritardi nell'avvio dei lavori. Nel 1994 l'architetto Patrizia Valle presentò il progetto che si sarebbe rivelato poi quello definitivo. Lunedì 24 febbraio 1996 il Consiglio dei Ministri, su interessamento del deputato di Collegio on.Flavio Rodeghiero, che in collaborazione con l'allora sindaco Lucio Facco fin dal 1994 coinvolse l'allora Ministro del Bilancio e della Programmazione Economica on. Giancarlo Pagliarini per ricercare una via normativa risolutoria, riassegnò infine 8 miliardi e 587 milioni al Comune di Cittadella per la prosecuzione dei lavori.

## Restauro

### Caratteristiche
Il progetto di restauro e ri-animazione delle mura di Cittadella, delle strutture ad essa connesse e degli edifici del centro storico è da considerarsi aperto, modificabile e verificabile in ogni sua fase, dunque un progetto reversibile, ma che garantisce stabilità. Si tratta quindi di un restauro intelligente che punta principalmente a due aspetti: da un lato la salvaguardia del carattere architettonico e dall'altro la riattivazione e l'adattamento alle esigenze contemporanee del Camminamento di Ronda e degli edifici del centro storico. Gli interventi previsti erano volti al consolidamento statico e al miglioramento sismico, alla messa in sicurezza della struttura e allo stesso tempo essi erano rivolti anche al rallentamento del processo di degrado delle mura. Complessivamente l'intervento si è svolto sia tramite delle addizioni, laddove servisse ripristinare la continuità del Camminamento di Ronda, sia attraverso delle sottrazioni e delle sostituzioni quando necessario. Inoltre, gli intonaci e gli affreschi originari delle mura rinvenuti durante il restauro sono stati anch'essi recuperati. In ogni caso, il restauro si è svolto nel rispetto e nel mantenimento della struttura e dell'immagine della cinta muraria.

### Materiali
Un'accurata ricerca dei materiali storici e delle tecniche costruttive impiegati nelle murature ha preceduto gli interventi di restauro veri e propri. Laddove necessario, i materiali originari sono stati sostituiti a causa del loro stato di degrado con malte a base di calce idraulica naturale mattoni a pasta molle. Essi sono, dunque, tecnologicamente innovativi, e allo stesso tempo compatibili e simili agli originali. Questi materiali sono stati infine impregnati di prodotti protettivi per far resistere la fortificazione al degrado futuro. Per quel che riguarda gli interventi nuovi, i materiali scelti sono stati il vetro, l'acciaio inox, l'acciaio corten e il legno. Quest'ultimo, in particolare, è stato utilizzato per tutti i parapetti lungo l'intero camminamento, mentre l'acciaio inox è stato utilizzato per garantire il consolidamento delle fondazioni e delle murature. Il progetto ha previsto anche l'introduzione di faretti con luce a led collocati lungo il cammino di ronda.

### Fasi
Il cantiere del restauro fu effettivamente aperto nel luglio del 1997 e da subito sono state svolte delle indagini con centottanta prelievi su malte e laterizi. Dalle indagini preliminari sono emersi vari aspetti, ad esempio la tipologia del materiale impiegato al momento della fondazione delle mura e il livello di degrado biologico e strutturale delle stesse. Il degrado si manifestava in generale sulle merlature, l''apparato a sporgere su beccatelli nel lato interno era crollato, vi erano erosioni e lesioni superficiali e profonde sulla muratura, crolli parziali sulle torri e sui torresini e anche i terrapieni addossati alle mura.presentavano un forte dislivello.
Le fasi del restauro della cinta muraria sono state in totale quattro e corrispondevano ai quattro quadranti in cui essa è suddivisa. La prima fase si è svolta dal 1994 al 2003 e ha coinvolto il quadrante sud-ovest e la Chiesa del Torresino. Il restauro della chiesa ha permesso il suo utilizzo come sala per le mostre, inoltre è stata realizzata una passerella in acciaio e in legno che fa passare il camminamento di ronda sopra al tetto della chiesa fino alla Torre di Malta. Durante la seconda fase che si svolse dal 2005 al 2012 e ha riguardato il quadrate sud-est. Qui vi era la necessità di reintegrare il paramento murario perché in parte crollato e il Camminamento presentava un dislivello . Nella terza fase, svolta dal 2000 al 2003 è stato restaurato il quadrante nord-est mentre la quarta fase dal 2000 al 2003 ha coinvolto il quadrante nord-ovest. In quest'ultimo quadrante è stato necessario installare due scale sulla breccia provocata durante la Guerra della Lega di Cambrai per permettere la prosecuzione del Camminamento di Ronda.
Contemporaneamente alle mura, dal 2001 al 2013 sono stati effettuati interventi di restauro e recupero di alcuni edifici storici, dei terrapieni, delle porte cittadine e dei torrioni relativi e la riqualificazione urbana del Campo della Marta rinominato Campo dei Giganti. Oltre alla chiesa del Torresino, gli altri edifici storici restaurati sono stati: la facciata del Teatro Sociale, la Casa del Capitano e Palazzo Mantegna.
L'8 giugno 2013 è stato inaugurato l'ultimo tratto del Camminamento di Ronda e da allora esso è diventato completamente percorribile.

### Premi
Il progetto di Patrizia Valle è stato premiato negli anni a livello nazionale e internazionale. Nel 2000 fu redatto il progetto intitolato Sistema fortificato della cinta muraria di Cittadella e delle aree attinenti, quadranti Nord-Ovest e Sud-Ovest; Rocca di Porta Bassano e Casa del Capitano, ex scuola elementare e spazi esterni di campo della Marta risultato vincitore della seconda edizione del premio Centocittà nel 2002; la giuria di commissione era presieduta da Renzo Piano. Successivamente il progetto di restauro ha ottenuto i seguenti riconoscimenti: Premio Architettura Barbara Capocchin (vincitore ed. 2003) inerente alla prima fase dei lavori, Premio Architettura Città di Oderzo (ed.2004), Tradizione Devozione Ambizione Concorso per il Restauro dell'architettura (menzione speciale ed. 2004-2005), Premio Piccinato (ed. 2006), Premio di Architettura città di Oderzo (progetto selezionato sezione architettura pubblica ed. 2010), Programma Med Progetto Pays Med Urban 2007-2013 (progetto selezionato categoria opere realizzate), Premio Internazionale Domus Restauro e Conservazione (medaglia d'oro, ed. 2013).

## Percorso
L’esperienza sul Camminamento di Ronda della cinta medievale è una passeggiata a cielo-aperto, a 15 metri d’altezza, lunga quasi 1,5 km, che coincide con la circonferenza delle mura, e dura un’ora circa. L’itinerario sulle mura si percorre obbligatoriamente in senso anti-orario avendo come punto di partenza e di arrivo la Casa del Capitano situata presso le porte bassanesi. Durante la passeggiata è possibile ammirare dall'alto sia il centro storico, all'interno della cinta muraria, sia il paesaggio all'esterno che comprende i Colli Euganei, il Monte Grappa, l'Altopiano di Asiago e durante le giornate più limpide è possibile scorgere anche le Dolomiti, la Rocca di Asolo e il Castello di Marostica.

### Casa del Capitano
Il percorso ha inizio dal secondo piano della Casa del Capitano all'interno di una saletta espositiva contenente alcuni modellini di armi e armature dei soldati a Cittadella delle varie epoche, le porte bassanesi nel XIV sec., e le rappresentazioni di alcuni personaggi illustri della storia di Cittadella (il condottiero Roberto da Sanseverino e alcuni membri della famiglia Malatesta) nelle loro attività quotidiane. In seguito, tramite una passerella di legno appositamente ricostruita durante i lavori di restauro dell'architetto Patrizia Valle, si raggiunge il mastio di porta Bassano da cui ha inizio il percorso sul Camminamento di Ronda.

### Scale sulla Breccia
L’itinerario procede in direzione nord-ovest lungo il primo quadrante della cinta muraria; esso collega la porta nord, porta Bassano, con la porta ovest, porta Vicenza. Proprio lungo questo quadrante, i visitatori percorrono le scale sulla breccia risalente alla guerra della Lega di Cambrai.

### Torre di Malta

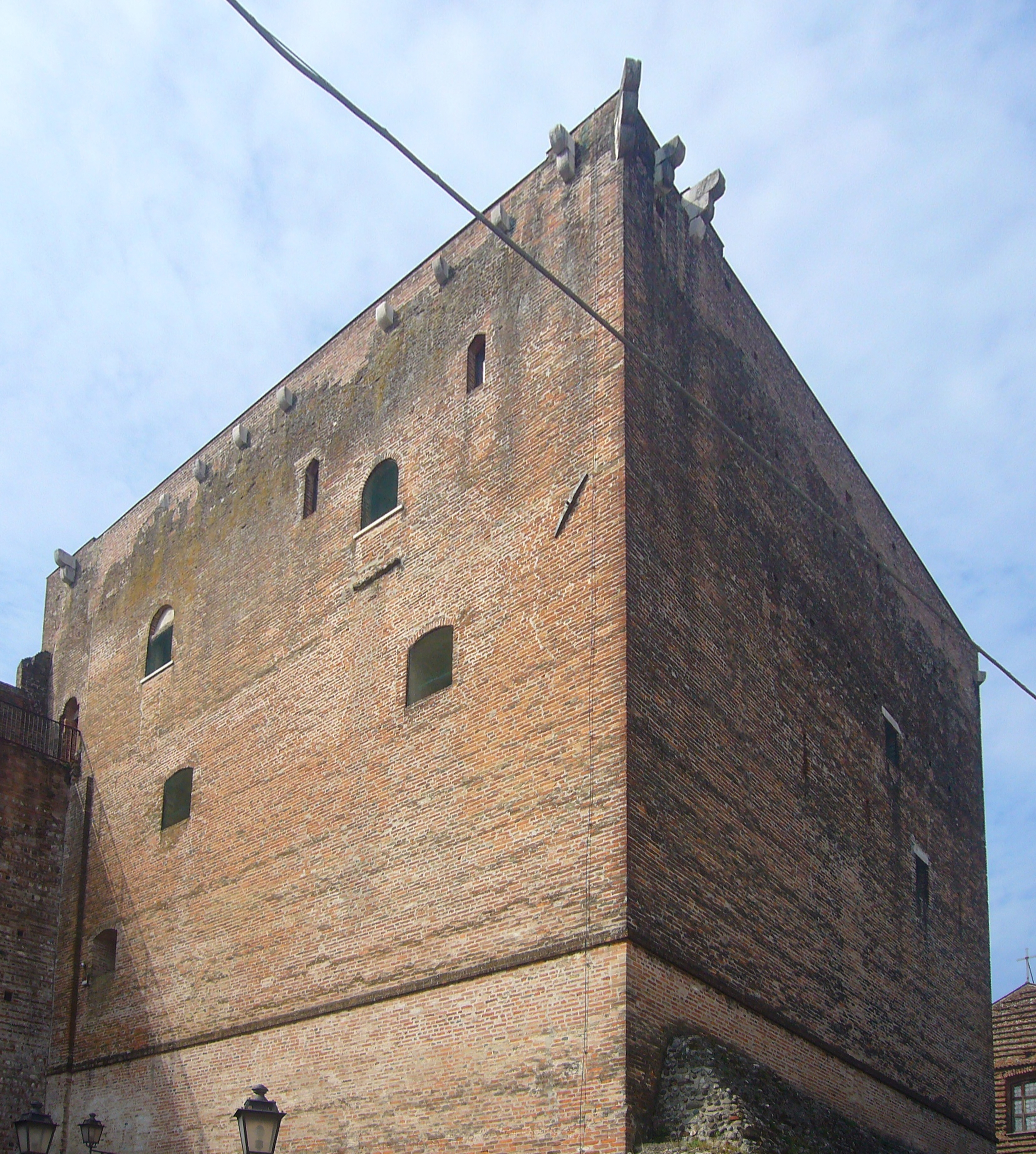
La Torre di Malta

Il Camminamento lungo il secondo quadrante sud-ovest da porta Vicenza a porta Padova. Poco prima di raggiungere la Torre di Malta il Camminamento scorre adiacente al tetto della chiesa del Torresino. All'interno della Torre di Malta ci sono due spazi museali: il Museo dell’Assedio del 1318 e il piccolo Museo Civico Archeologico. Il Museo dell'Assedio espone delle riproduzioni di armi, armature, strumenti di vita quotidiana, vestiario e tutto ciò che possa riguardare la vita del Trecento a Cittadella, mentre il Museo Civico Archeologico contiene un cippo gromatico d'età romana e i reperti del villaggio arginato dell’età del bronzo e utensili domestici medievali e rinascimentali rinvenuti durante gli scavi effettuati a Cittadella e dintorni. Oltre al punto panoramico, la Torre di Malta ospita anche una sala conferenze e quella per i laboratori didattici ispirati al Medioevo.

### Quadrante sud-est e nord-est
Da porta Padova si raggiunge porta Treviso lungo il terzo quadrante sud-est, anche attraverso una passerella integrata sul dislivello presente in parte lungo questo tratto. Il quadrante nord-est che collega porta Treviso a porta Bassano è l'ultimo tratto del camminamento.